# Četrtna skupnost Sostro
Četrtna skupnost Sostro je ožja enota Mestne občine Ljubljana, ki obsega vzhod in jugovzhod občine, ter zajema predmestne četrti oz. naselja, nekdanje vasi, zdaj vključene v mestno naselje Ljubljana: Sostro, Dobrunje, Zadvor, Zavoglje (oz. zaselke: Pod Ježo, Na Trnjavi, Križavka, Žabja vas, Betežica) in podeželska naselja na jugovzhodnem in obsežnem hribovitem vzhodnem delu občine: Sadinja vas, Češnjica, Zagradišče, Podmolnik, Podlipoglav, Veliki in Mali Lipoglav, Šentpavel, Repče, Brezje pri Lipoglavu, Besnica, Vnajnarje, Volavlje, Prežganje, Veliko in Malo Trebeljevo, Mali Vrh pri Prežganju, Javor, Pance, Selo pri Pancah, Janče, Tuji Grm, Dolgo Brdo in Ravno Brdo. ČS Sostro je z več vidikov izrazito posebna ČS v Mestni občini Ljubljana: površinsko je z 88,56 km² daleč največja ljubljanska četrtna skupnost, ki obsega skoraj tretjino ozemlja mestne občine Ljubljana in tudi veliko večino samostojnih naselij v občini. Šteje samo 6.816 prebivalcev (2020), kar je (z izjemo Četrtne skupnosti Šmarna gora) najmanj med ljubljanskimi četrtnimi skupnostmi. Je torej izrazito najbolj podeželska ČS Ljubljane, ki obsega največje hribovito ozemlje Mestne občine (na vzhodu) in v kateri je mestno območje, ki je dejansko tudi sámo podeželsko oz. primestno, dosti manjše od podeželskega (ima pa le dobro polovico prebivalstva skupnosti), obenem je torej tudi najredkeje poseljena.